# Chancellerie de la collégiale Saint-Martin de Tours
L'hôtel de la chancellerie de la collégiale Saint-Martin de Tours est situé à Tours, dans le Vieux-Tours au 3 rue Baleschoux. Le monument fait l’objet d’une inscription au titre des monuments historiques depuis 1946.